# Diábase

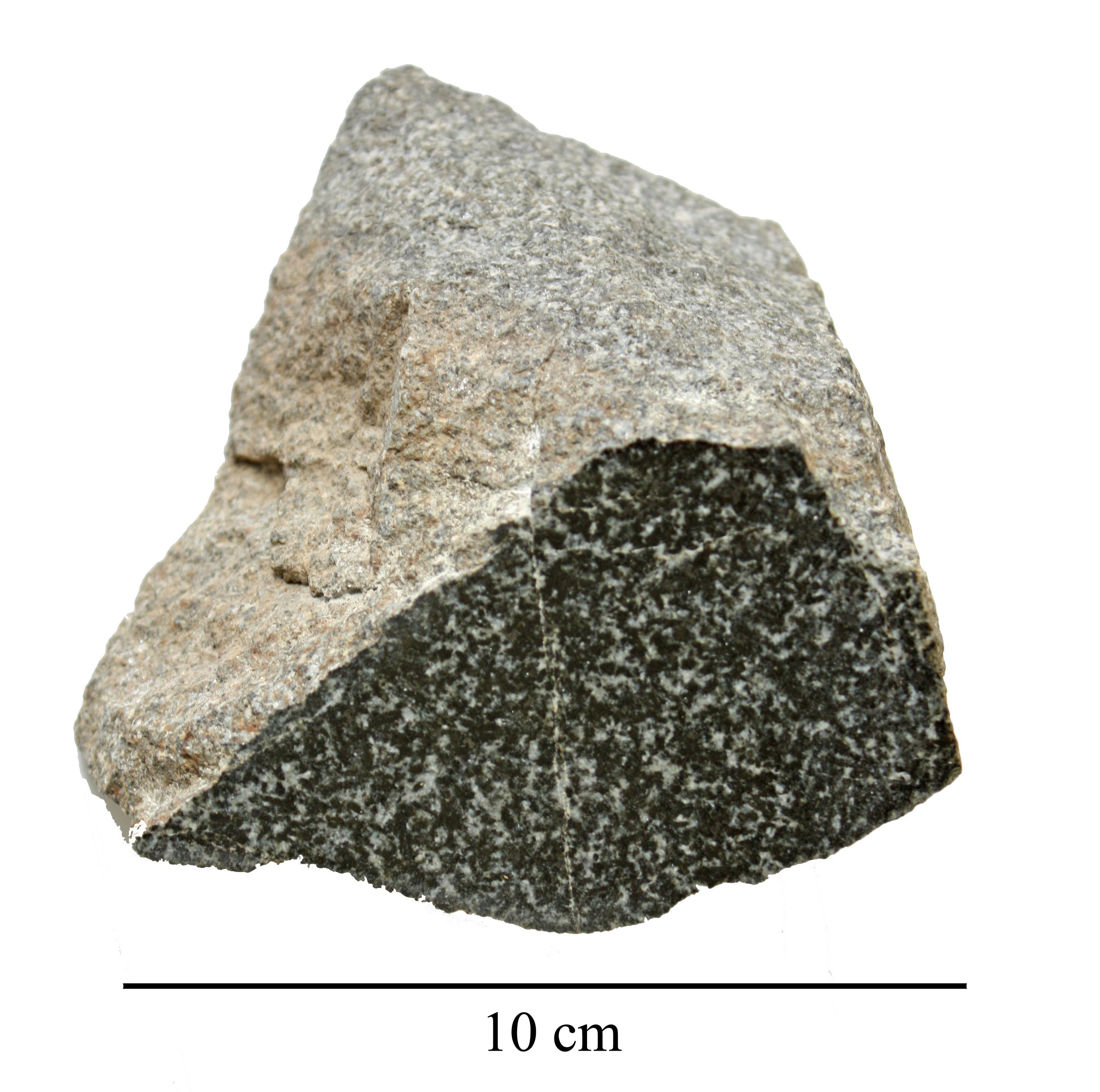
Diabase com face polida

Diábase, diabase, diabásio, (do grego diábasis, 'travessia', e  diabaínein, 'cruzar'), microgabro (IUGS) ou dolerito é uma rocha magmática hipabissal, de textura ofítica, constituída essencialmente por plagioclásios básicos, piroxênio, magnetita e ilmenita.
Constitui-se de piroxênio e plagioclase cálcica. De cor negra, melanocrática, textura granular fina, mas possui muitas vezes textura granular mais grosseira, sendo por isso fácil confundir-se com o gabro. É uma das rochas mais comuns do Brasil.
O diabásio se forma quando um magma de composição basáltica é injetado em fraturas e diáclases nas rochas encaixantes. Estas diáclases podem ser originadas pelo fraturamento hidráulico causado pelas intensas pressões do magma de uma câmara magmática. A rocha assim constituída forma diques e outras formas concordantes e discordantes. Os diques podem variar de alguns centímetros até vários metros de espessura .